# Jeugdhuis JOH

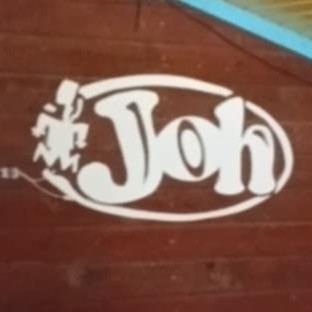
Logo van Jeugdhuis JOH.

Jeugdhuis JOH is een jeugdhuis in de Antwerpse wijk Hoboken, opgericht in 1964 als ontspanningsruimte voor jongeren en organiseert diverse activiteiten zoals concerten, fuiven en jeugdprojecten. JOH fungeert als ontmoetingsplek voor jongeren uit Hoboken en omliggende wijken en werkt samen met lokale verenigingen en de stad Antwerpen. Het is een van de zes jeugdverenigingen in Hoboken.

## Activiteiten

### Muziek en dans
Elke zaterdagavond opent het jeugdhuis zijn deuren voor Club JOH, een ontmoetingsmoment met muziek en dans. Regelmatig worden er ook karaoke-avonden (Kara-JOH-ke) en live dj-sets georganiseerd, waarbij lokale talenten een podium krijgen.

### Cultuur- en gemeenschapswerking
JOH zet zich ook in voor duurzaamheid en samenwerking met lokale organisaties. Een voorbeeld daarvan is Party for Nature, een benefietfuif in samenwerking met Natuurpunt Hobokense Polder, waarbij de opbrengst gaat naar natuurprojecten in de buurt. Ook organiseren ze jaarlijks een Paella Avond waarbij bezoekers huisgemaakte paella krijgen en de opbrengst eveneens naar natuurbeheer gaat.

### Creatieve- en themadagen
Het jeugdhuis organiseert regelmatig creatieve workshops en activiteiten. Zo was er eerder een Cupcake Factory, waar jongeren leerden bakken en decoreren, en een Zotte Zondag, waarop spelletjes en entertainment georganiseerd worden.

### Feesten en speciale evenementen
JOH staat ook bekend om zijn feestavonden. De Forever Young Party is een evenement waarbij oud-leden en huidige bezoekers elkaar ontmoeten op de dansvloer. Ook een Halloween Party en een Easter Party worden jaarlijks georganiseerd.

## Geschiedenis

### Ontstaan
Jeugdhuis JOH werd opgericht in september 1964 toen enkele leiders en leidsters van de Scouts, Meisjesgidsen, Chiro en KSA van de Onze-Lieve-Vrouwparochie te Hoboken bijeenkwamen om ontspanningsavonden te organiseren voor jongeren vanaf 18 jaar. De eerste officiële bijeenkomst vond plaats op 2 januari 1965, er werden quizzen en gezelschapsspelen georganiseerd voor de 22 aanwezigen. In 1967 werd het eerste bal georganiseerd en tijdens het werkjaar 1967–1968 kreeg de vereniging de naam "JOH". De werking breidde uit naar wekelijkse bijeenkomsten, met soms tot vijftig jongeren tijdens volksdansavonden.
In februari 1971 fuseerden JOH en "Iedee" tot één jeugdclub, wat leidde tot een toename van activiteiten, waaronder tweemaandelijkse dansavonden en culturele evenementen voor jongeren vanaf 16 jaar.

### Sluitingen
Door toenemende populariteit kende JOH een sterke groei, maar aanhoudende spanningen en incidenten leidden in 1973 tot een tijdelijke sluiting. Drie maanden later werd de werking hervat, maar in 1976 volgde opnieuw een sluiting na moeilijke periodes.

### Heropleving
Vanaf 1977 werd JOH opnieuw actief met aandacht voor activiteiten zoals creatieve workshops en debatten, naast de vaste ontspanningsactiviteiten. In 1979 volgden uitbreidingen aan het gebouw, waaronder een nieuwe discoruimte en sanitair. De werking kende een sterke groei, met hoogtepunten zoals de viering van het 15-jarig bestaan en de organisatie van de Paulusfeesten met optredens van onder andere Zjef Vanuytsel en De Kreuners. Het ledenaantal steeg in deze periode aanzienlijk, en in de jaren tachtig werden meerdere verbouwingen uitgevoerd, waaronder de installatie van een nieuwe toog, lichtinstallatie en centrale verwarming.
In april 1986 organiseerde JOH de eerste Dansmarathon, waarbij deelnemers 24 uur lang proberen te dansen.
In de jaren negentig werd het jeugdhuis geconfronteerd met enkele uitdagingen, waaronder een brandincident, maar er werden ook verbeteringen gerealiseerd zoals de bouw van een nieuwe keuken. In 1996 kreeg JOH de officiële erkenning als jeugdhuis van de Stad Antwerpen. In 1998 werd JOH een vzw en volgden verdere vernieuwingen aan het interieur en de gevel. In 1999 werd het 35-jarig bestaan gevierd met een uitgebreid programma.

### Heden
Tegenwoordig is Jeugdhuis JOH gevestigd in de Oudestraat in Hoboken en fungeert het nog steeds als een actieve ontmoetingsplaats voor jongeren. Het jeugdhuis organiseert diverse activiteiten, waaronder muziekworkshops, sportevenementen, culturele avonden, samenwerkingen met andere jeugdhuizen en koepelorganisaties zoals Formaat en ze zetten zich in voor de lokale natuur door het deelnemen aan activiteiten als gezamenlijke vuilopruimacties. In 2014 werd het 50-jarige bestaan van JOH werd gevierd met een groot feestweekend.
Jeugdhuis JOH blijft een belangrijke rol spelen in het jeugdwerk binnen de Hobokense gemeenschap.

## Ledenaantal doorheen de jaren
Om lid te worden van het Jeugdhuis moet je jaarlijks € 6 betalen. Deelnemen aan de activiteiten kan ook zonder ledenkaart.
| Jaartal    | Gemmideld ledenaantal | Opmerkingen                                                               |
| ---------- | --------------------- | ------------------------------------------------------------------------- |
| 1965       | 22                    | Eerste bijeenkomst.                                                       |
| 1967-1968  | 25-50                 | Vooral de volksdansavonden trokken veel jongeren.                         |
| 1972       | 400                   | Het jeugdhuis opende zijn deuren op extra dagen om de drukte te spreiden. |
| 1982       | Bijna 1000            |                                                                           |
| 1990       | 1579                  | Hoogtepunt in de geschiedenis.                                            |
| 2000-heden | 400                   |                                                                           |

## Bestuur
Tweejaarlijks wordt er een bestuursorgaan verkozen via een Algemene Vergadering. Zij vertegenwoordigt het jeugdhuis en is bevoegd voor het zakelijk en financieel beleid van het jeugdhuis. Het Bestuur vergadert minimaal tweemaal per jaar. Voor het dagelijks bestuur worden ze ondersteund door de "kern". De kern bestaat uit leden van het bestuur en de kernleden. De kern vergadert om de veertien dagen. De kernleden verkiezen elk werkjaar een voorzitter die de kernvergaderingen leidt.

## Impact op Hoboken
Sinds de oprichting in 1964 speelt Jeugdhuis JOH een belangrijke rol in het sociale en culturele leven van jongeren in Hoboken. Het jeugdhuis begon als een initiatief van leiders uit jeugdverenigingen en groeide uit tot een onafhankelijk jeugdhuis waar generaties decennia later nog steeds samenkomen.
De impact van JOH reikt verder dan ontspanning. Doorheen de jaren organiseerde het jeugdhuis benefietevenementen zoals “Party for Nature” in samenwerking met Natuurpunt, waarmee jongeren ook betrokken raakten bij milieuprojecten in hun buurt. Ook activiteiten zoals thema-avonden, workshops, culturele optredens en eetavonden versterken de band met de lokale gemeenschap en geven jongeren een actieve rol in het vormgeven van hun eigen vrijetijdsbesteding.
Daarnaast heeft JOH ook een educatieve waarde: jongeren leren er vergaderen, budgetteren, verantwoordelijkheid nemen en evenementen organiseren.
Ook vandaag blijft JOH een laagdrempelig anker van jeugdwerk in Hoboken.

## Galerij

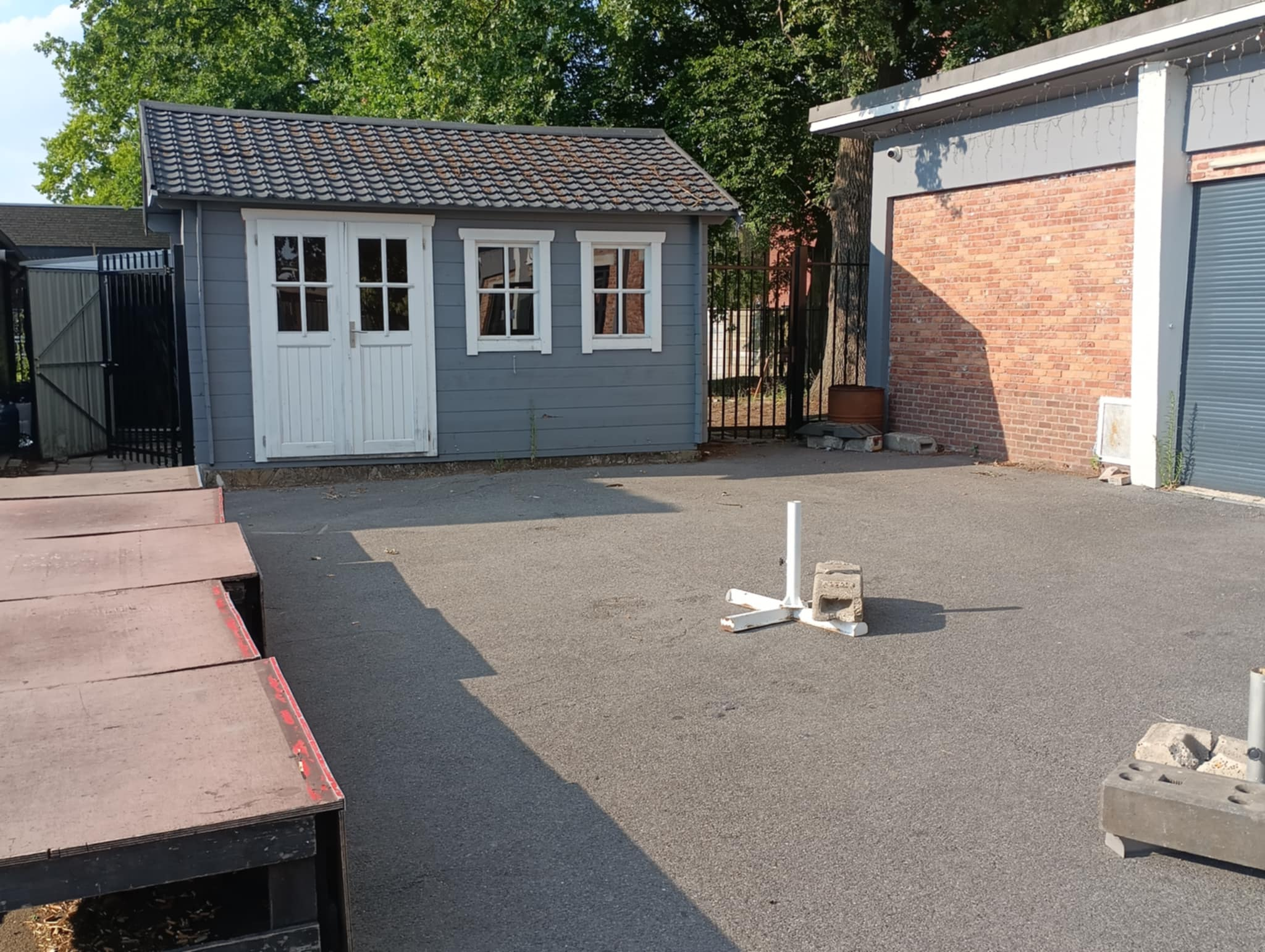
Buitenplein van jeugdhuis JOH.
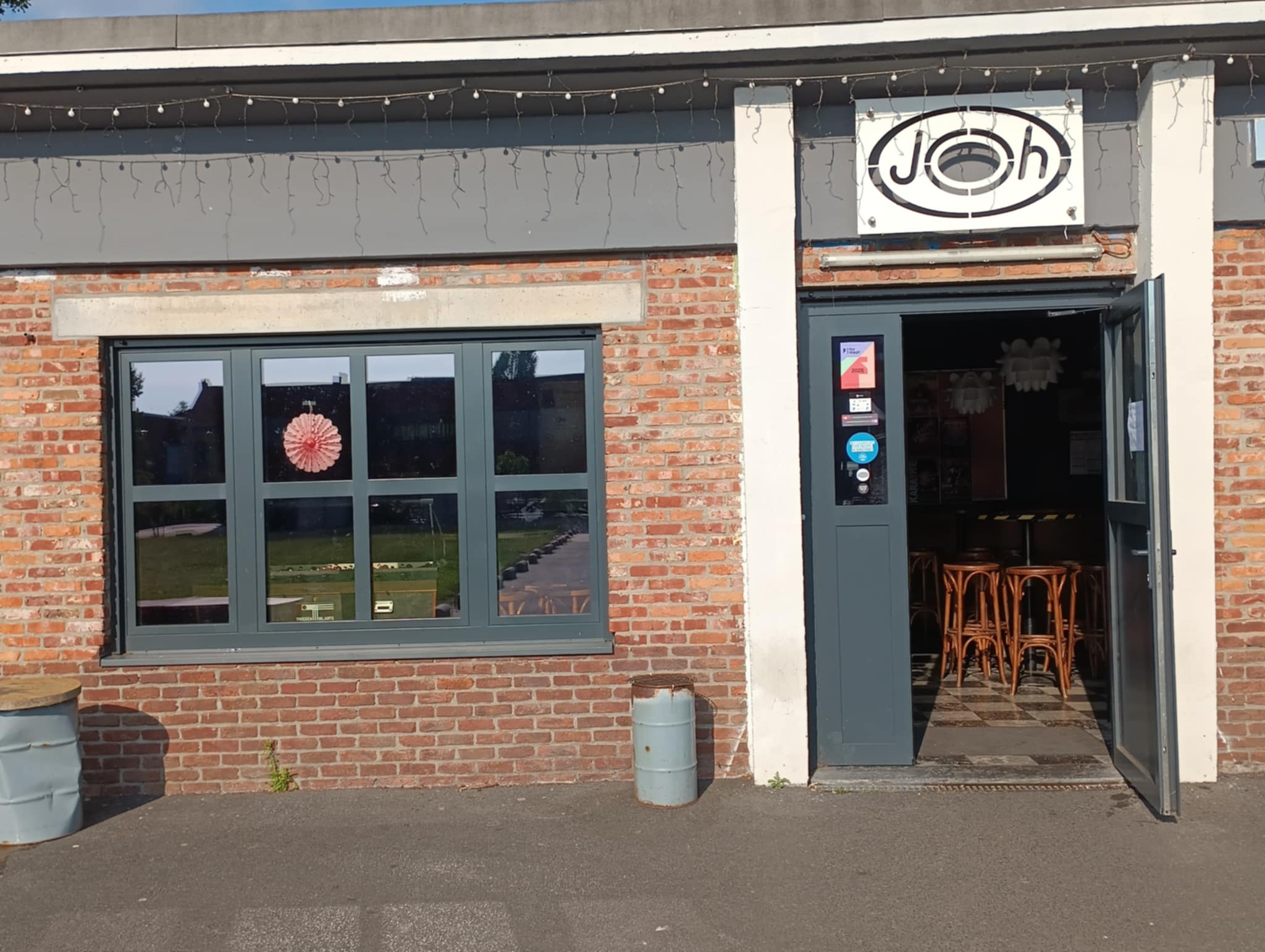
Voorgevel JOH.
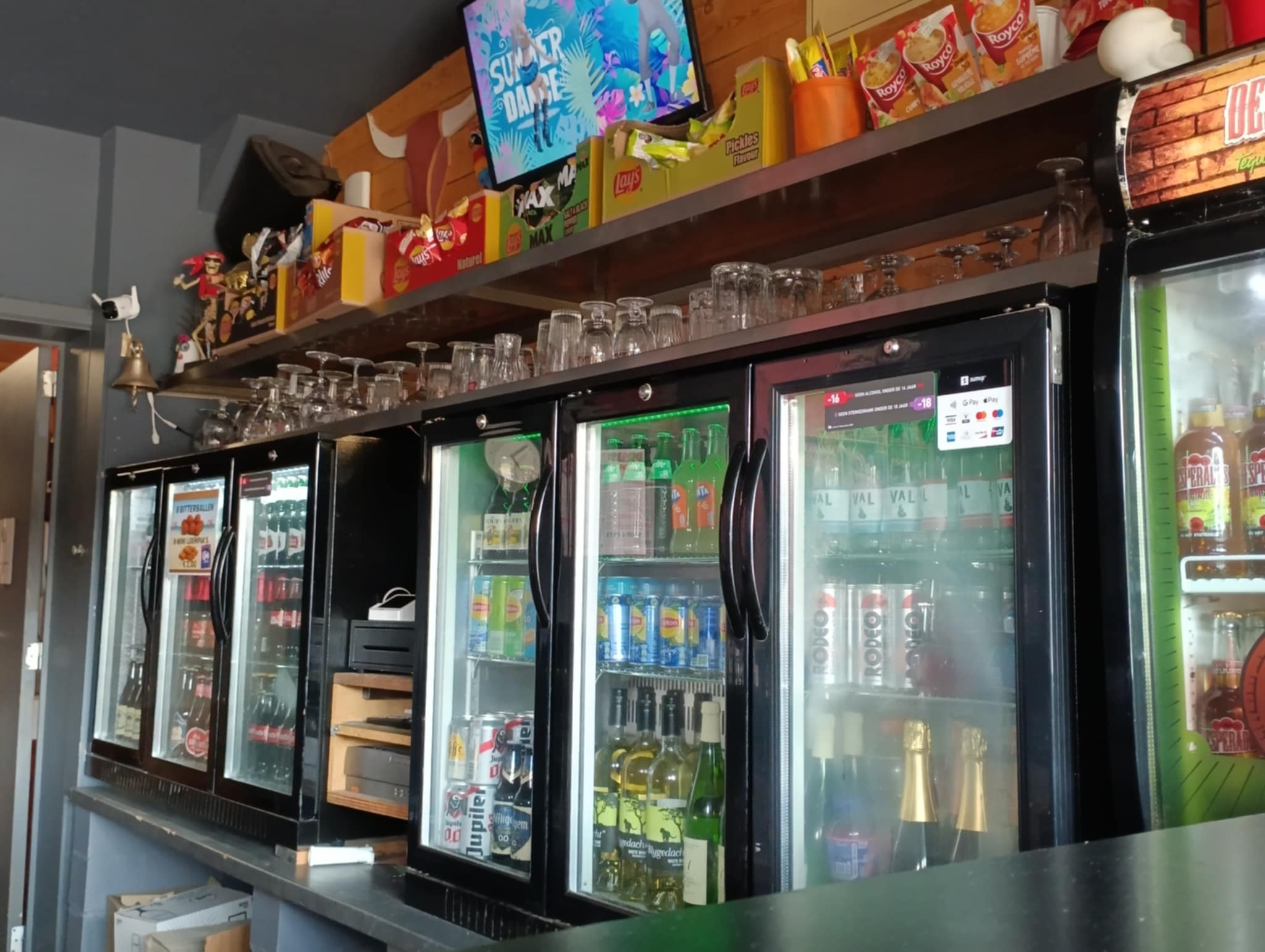
Drankassortiment in het jeugdhuis.
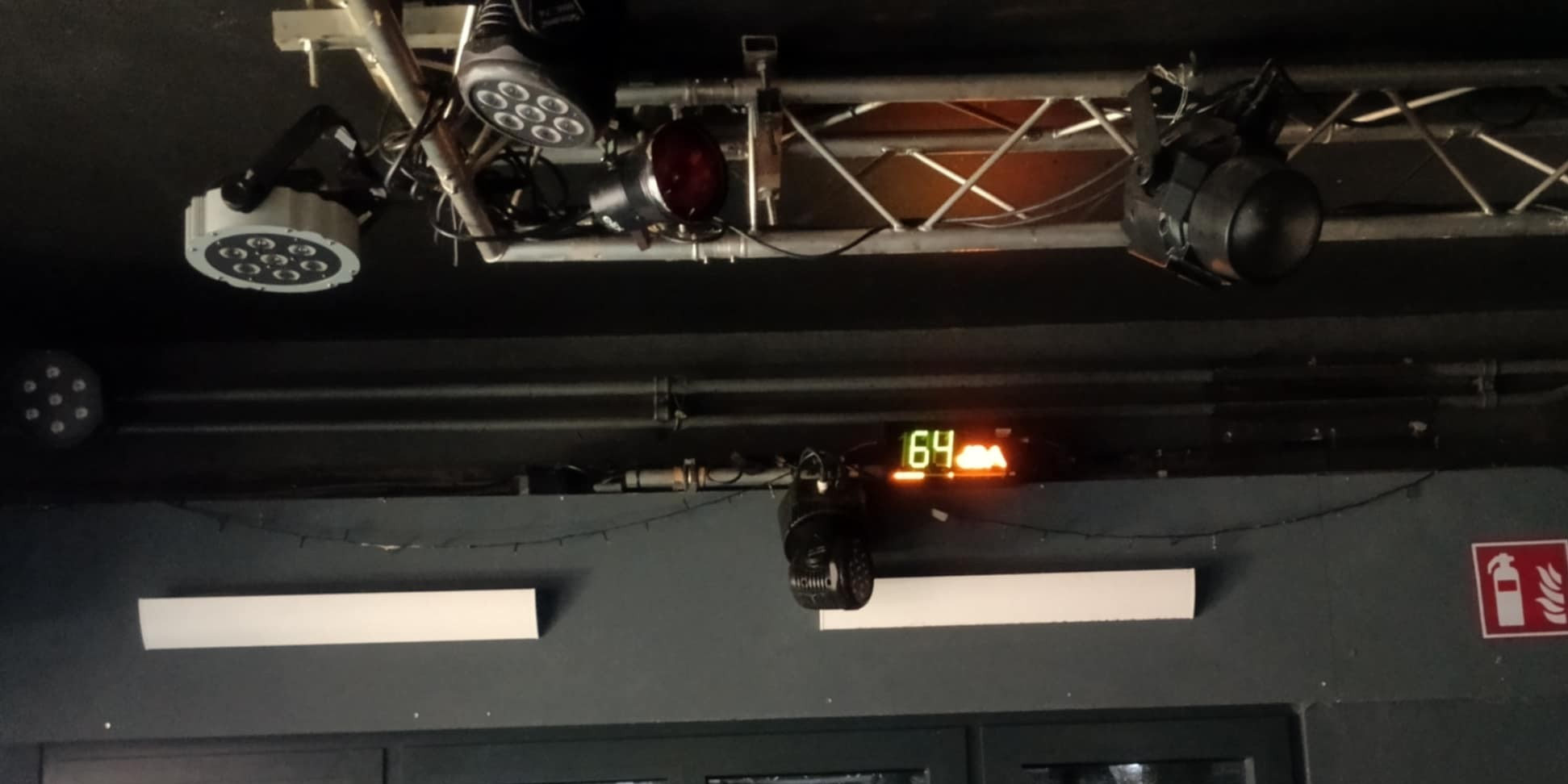
Licht -en geluidsinstallatie Jeugdhuis JOH.
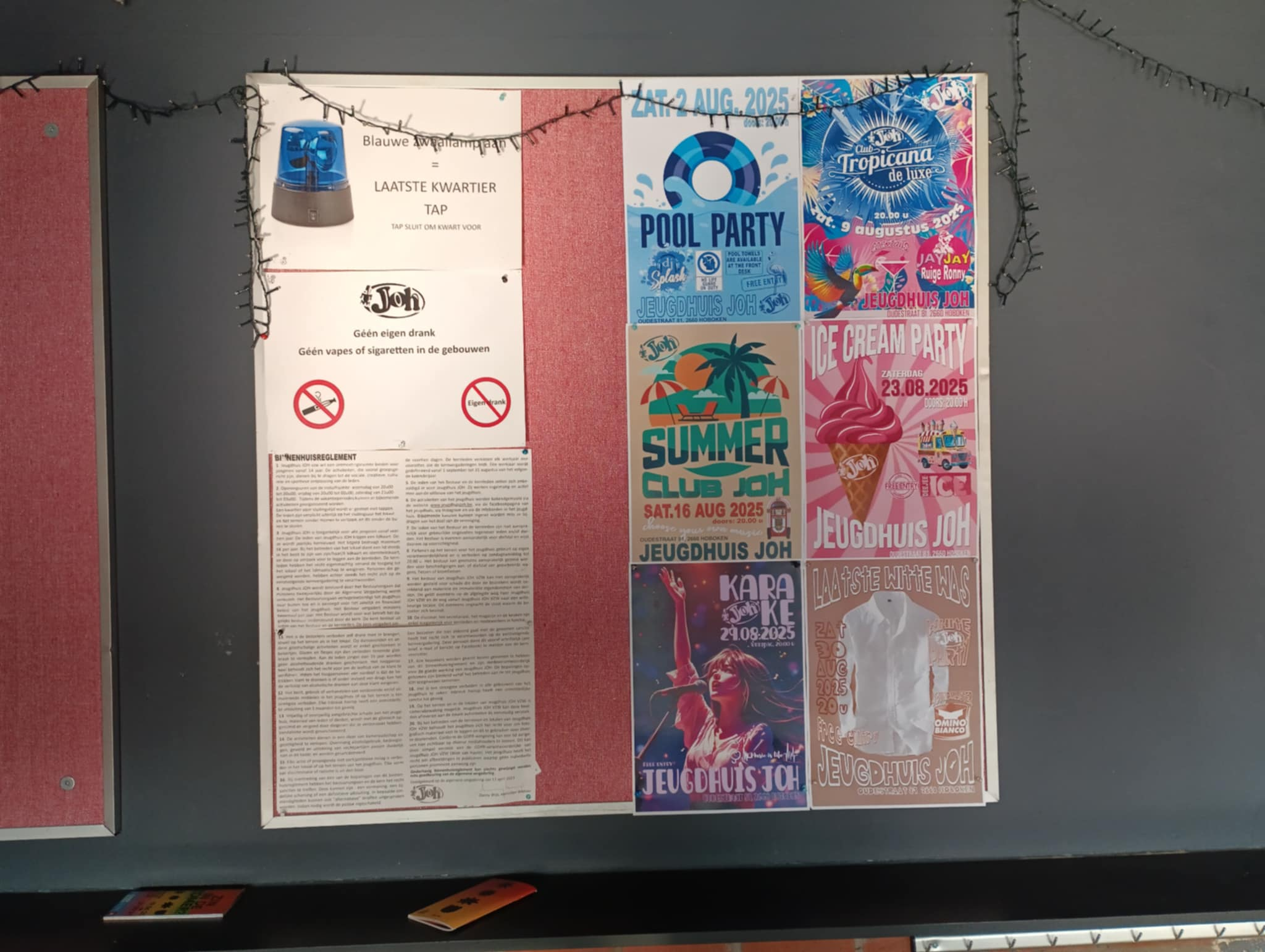
Activiteitenbord voor de maand augustus in JOH.
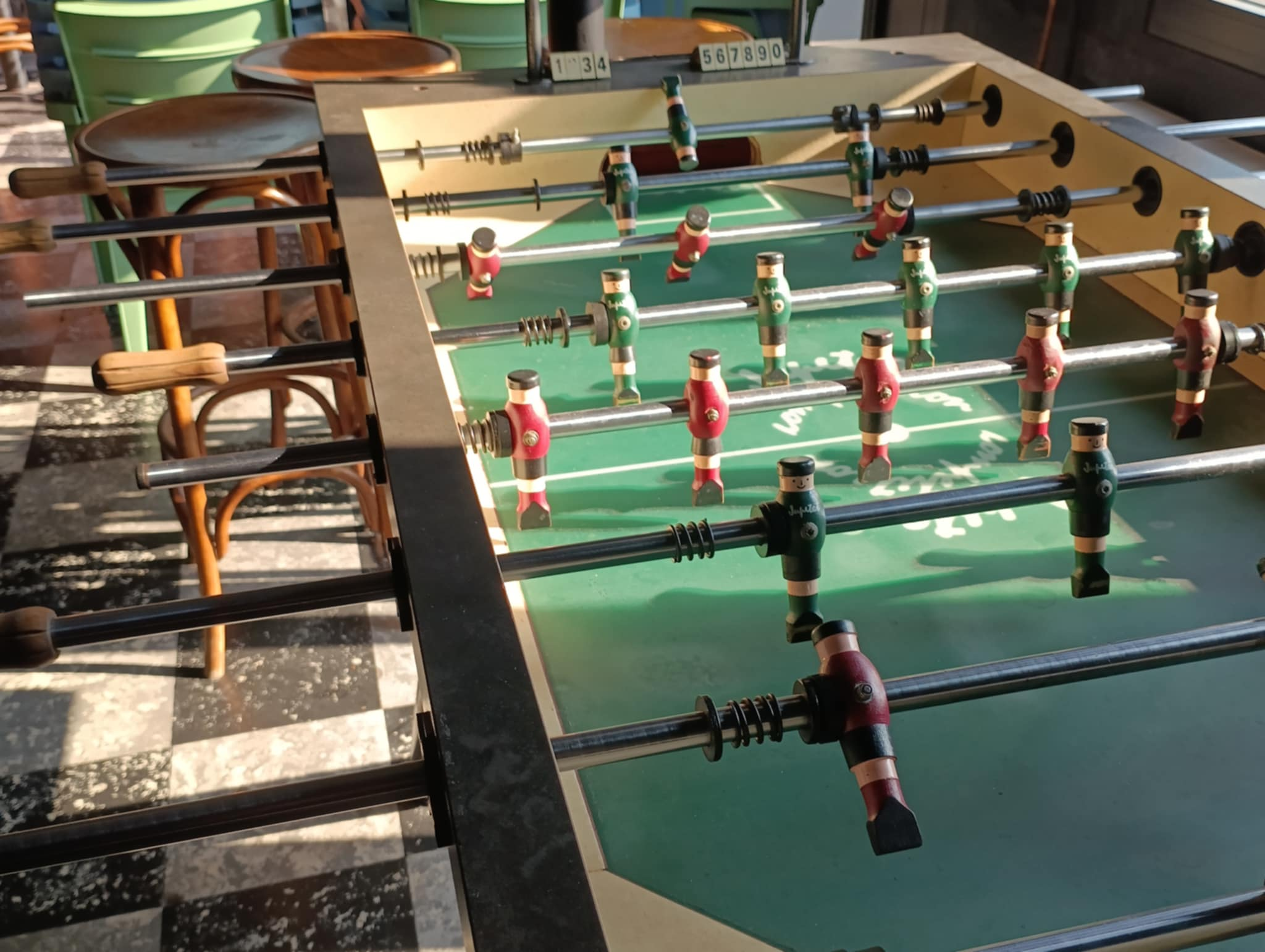
Activiteiten in JOH.
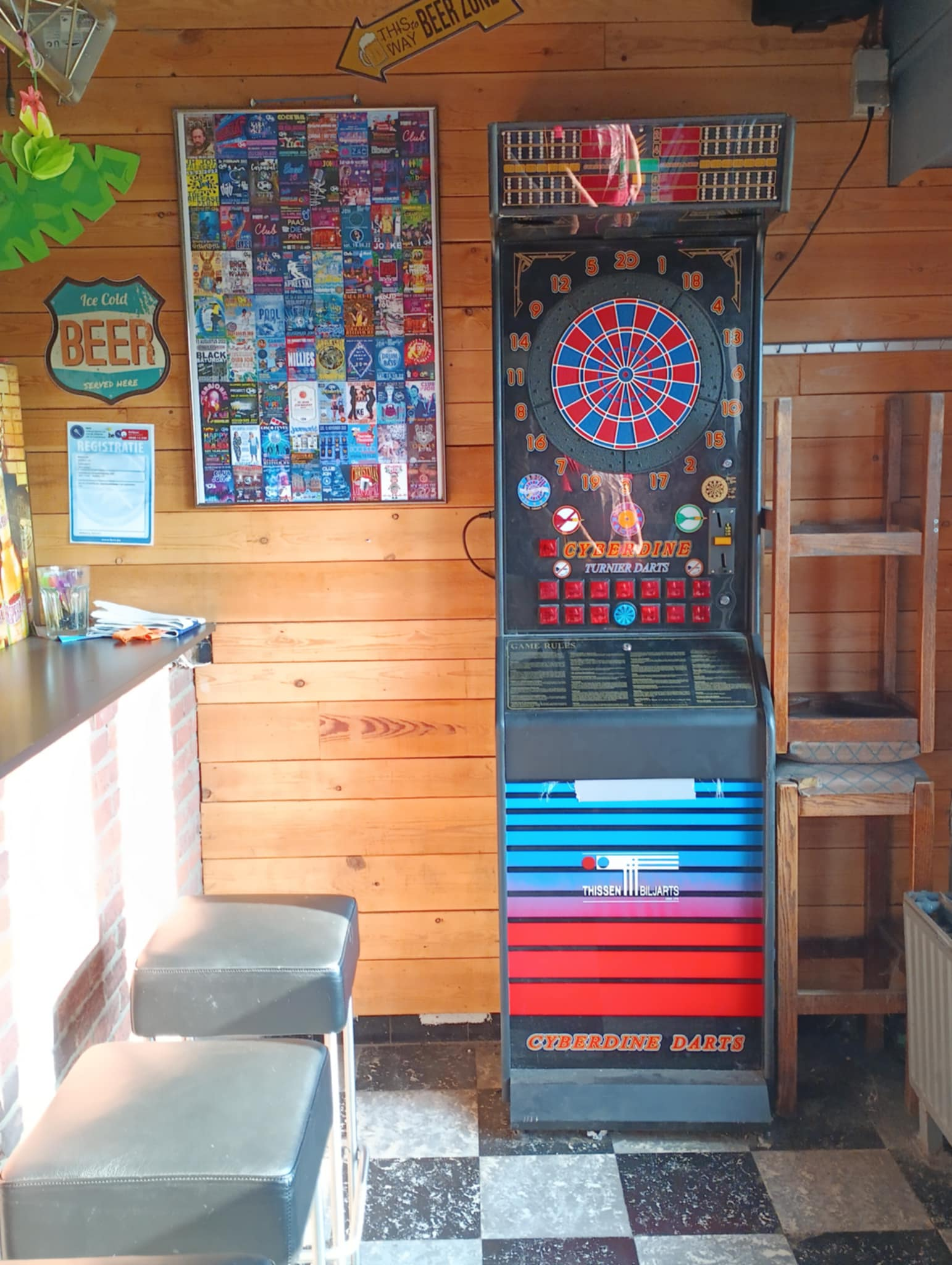
Activiteiten in JOH.
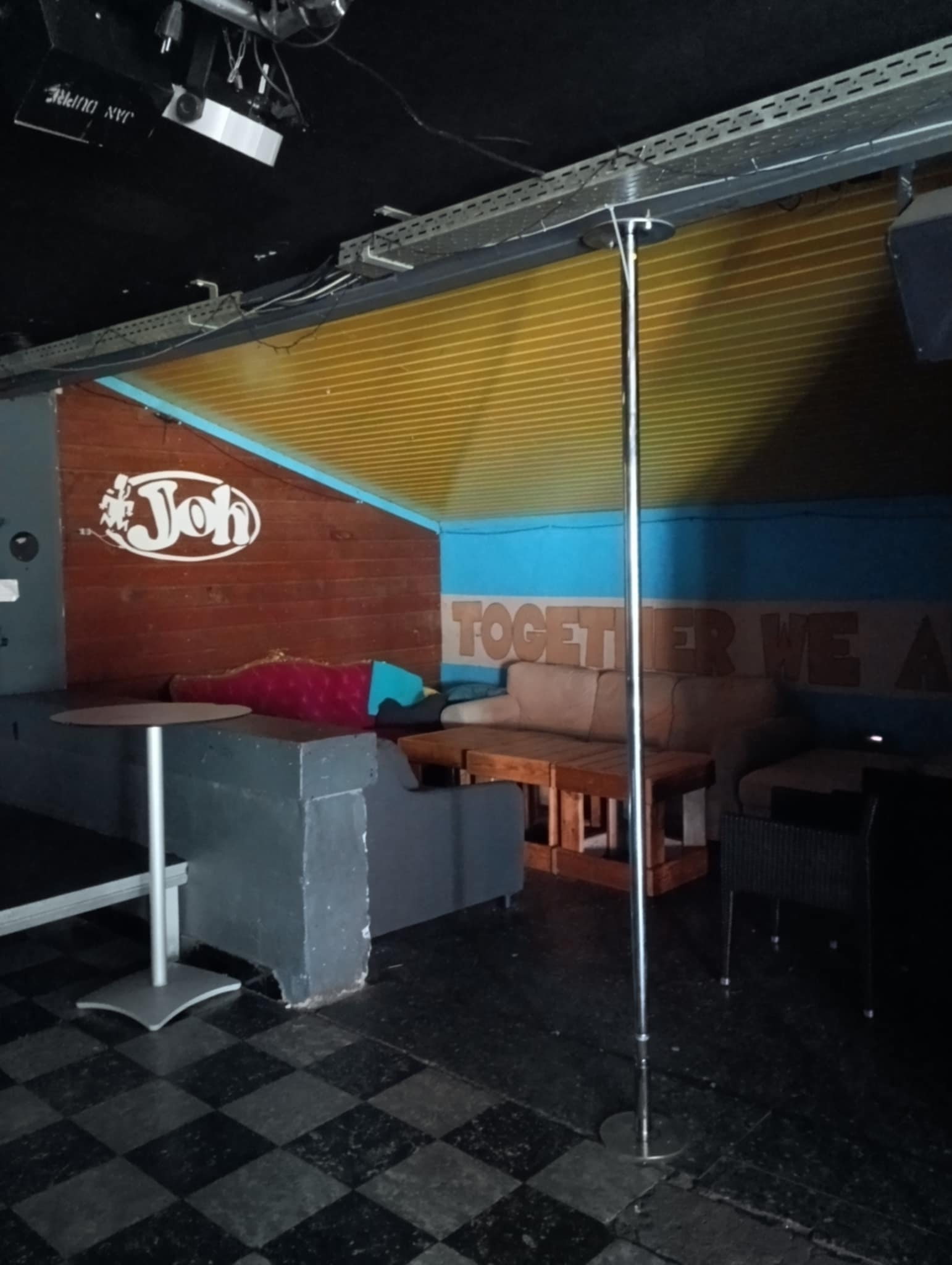
Zitplaatsen in het jeugdhuis.
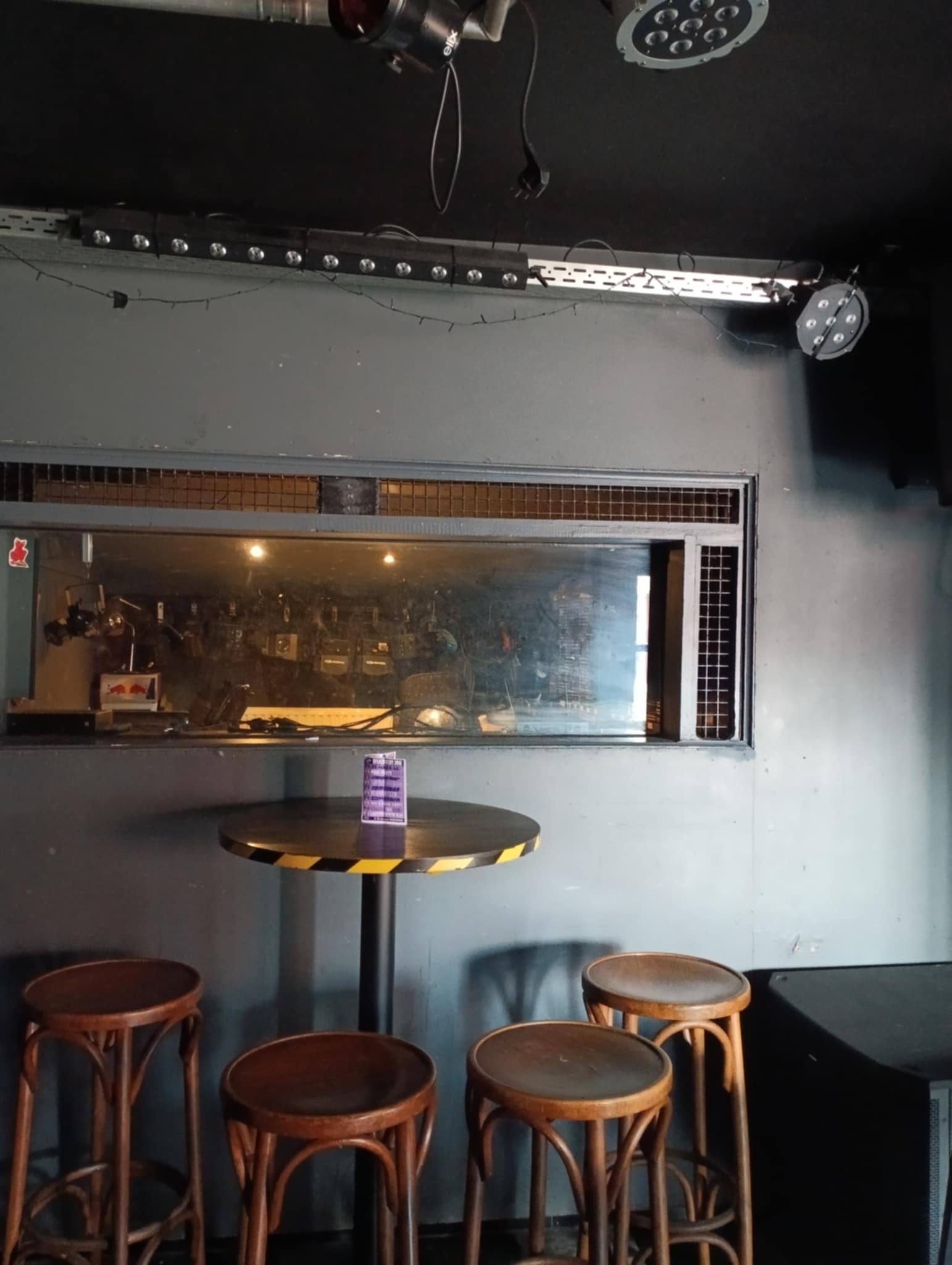
Zitplaatsen in het jeugdhuis.